# آنچه هستم
«آنچه هستم» (به انگلیسی: What I Am) ترانه‌ای از گروه آلترنتیو راک ادی بریکل اند نیو بوهمینز و یکی از قطعات اولین آلبوم استودیویی آن‌ها با نام تیراندازی به ستاره‌ها با کش‌های پلاستیکی است که در سال ۱۹۸۸ میلادی منتشر شد. ادی بریکل و کِنی ویتراو سازندگان این قطعه هستند.
تک‌آهنگ «آنچه هستم» در زمان انتشارش در ایالات متحدهٔ آمریکا تا ردهٔ هفتم بیلبورد هات ۱۰۰ صعود کرد، در کانادا صدرنشین جدول تک‌آهنگ‌های آرپی‌اِم شد و در استرالیا و نیوزیلند جزو ۲۰ اثر پرفروش روز بود. در سال ۲۰۰۹ وی‌اچ‌وان در گزینش ۱۰۰ شماره یک برتر دههٔ ۸۰ میلادی «آنچه هستم» را در ردهٔ ۲۴ فهرستش قرار داد.

## موقعیت در جدول‌های فروش
| چارت (۱۹۸۸–۱۹۹۰)                        | بالاترین جایگاه |
| --------------------------------------- | --------------- |
| استرالیا (ای‌آرآی‌ای)                     | ۱۸              |
| تک‌آهنگ‌های برتر کانادا (آرپی‌اِم)          | ۱               |
| جدول ریتیل سینگلز کانادا (آرپی‌اِم)       | ۴               |
| اروپا (یوروچارت هات ۱۰۰)                | ۹۰              |
| ایرلند (ایرما)                          | ۲۳              |
| ایتالیا (موزیکا ا دیسکی)                | ۱۴              |
| نیوزیلند (ریکوردد میوزیک ان‌زد)          | ۱۱              |
| تک‌آهنگ‌های بریتانیا (اوسی‌سی)             | ۳۱              |
| بیلبورد هات ۱۰۰ ایالات متحده            | ۷               |
| بزرگسالان معاصر ایالات متحده (بیلبورد)  | ۳۰              |
| ایرپلی آلترناتیو ایالات متحده (بیلبورد) | ۴               |
| راک جریان اصلی ایالات متحده (بیلبورد)   | ۹               |
| تاپ ۱۰۰ مجلهٔ کَش باکس                    | ۶               |

| چارت (۱۹۸۹)                         | جایگاه |
| ----------------------------------- | ------ |
| تک‌آهنگ‌های برتر کانادا (آرپی‌اِم)      | ۳۷     |
| بیلبورد هات ۱۰۰ ایالات متحدهٔ آمریکا | ۸۴     |